# Clyde Cook (actor)
Clyde Cook (n. 16 decembrie 1891, Port Macquarie, Australia - d. 13 august 1984, Carpinteria, California, SUA) a fost un actor american născut în Australia cu o carieră în filme mute și emisiuni de televiziune.

## Filmografie (selectivă)
- He Who Gets Slapped (1924)
- Should Sailors Marry? (1925)
- What's the World Coming To? (1926)
- Wandering Papas (1926)
- Barbed Wire (1927)
- Strong Boy (1929)